# Нови Фаркашић
Нови Фаркашић је насељено место у саставу града Петриње, Република Хрватска.

## Становништво
Насеље је према попису становништва из 2011. године имало 81 становника.
| Националност       | 1991.      |
| Хрвати             | 193 (100%) |
| Срби               | 0          |
| Југословени        | 0          |
| остали и непознато | 0          |
| Укупно             | 193        |